# Landaa Giraavaru
Landaa Giraavaru est une île des Maldives située dans l'atoll Maalhosmadulu Sud, dans la subdivision de Baa. Accueillant un complexe hôtelier de luxe Four Seasons depuis 2006, elle constitue une des nombreuses îles-hôtels des Maldives.

## Géographie

### Localisation
Landaa Giraavaru se trouve aux Maldives, dans le Nord-Est de l'atoll de Baa. Elle est baignée par la mer des Laquedives, partie de l'océan Indien qui borde le sud-ouest de l'Inde et le Sri Lanka. Entourée d'une plage de sable blanc et d'un large récif corallien, ses eaux sont calmes et peu profondes. 
Les îles les plus proches sont Kamadhoo au sud-est et Kudarikilu au nord-ouest, ainsi que de nombreuses îles désertes comme Thiladhoo, Milhaidhoo ou encore Madhirivaadhoo au sud, qui constituent autant de sites de plongée à la biodiversité spectaculaire.

### Relief et morphologie
Landaa Giraavaru mesure environ 600 mètres de longueur est-ouest pour 200 mètres de largeur maximale ; son altitude maximale n'excède pas 2 m de haut. Elle est entièrement composée de sable ce qui en fait un motu. Les plages qui entourent l'île sont protégées par un récif corallien qui s'étire vers l'ouest, en un platier sablo-corallien relativement long et très peu profond.

### Faune et flore

#### Biodiversité terrestre
L'intérieur de Landaa Giraavaru est couvert d'une végétation tropicale dense composée notamment de takamakas, de cocotiers et des Vacoas. Cette végétation sert de lieu de vie pour quelques espèces animales comme des geckos, des frégates, des crabes, des bernard l'ermites, des papillons et des libellules. On y croise aussi un gros oiseau terrestre, le râle à poitrine blanche (Amaurornis phoenicurus), ainsi que de nombreuses roussettes géantes (Pteropus giganteus). Aucun de ces animaux ne représente de danger pour l'Homme. 

#### Biodiversité marine

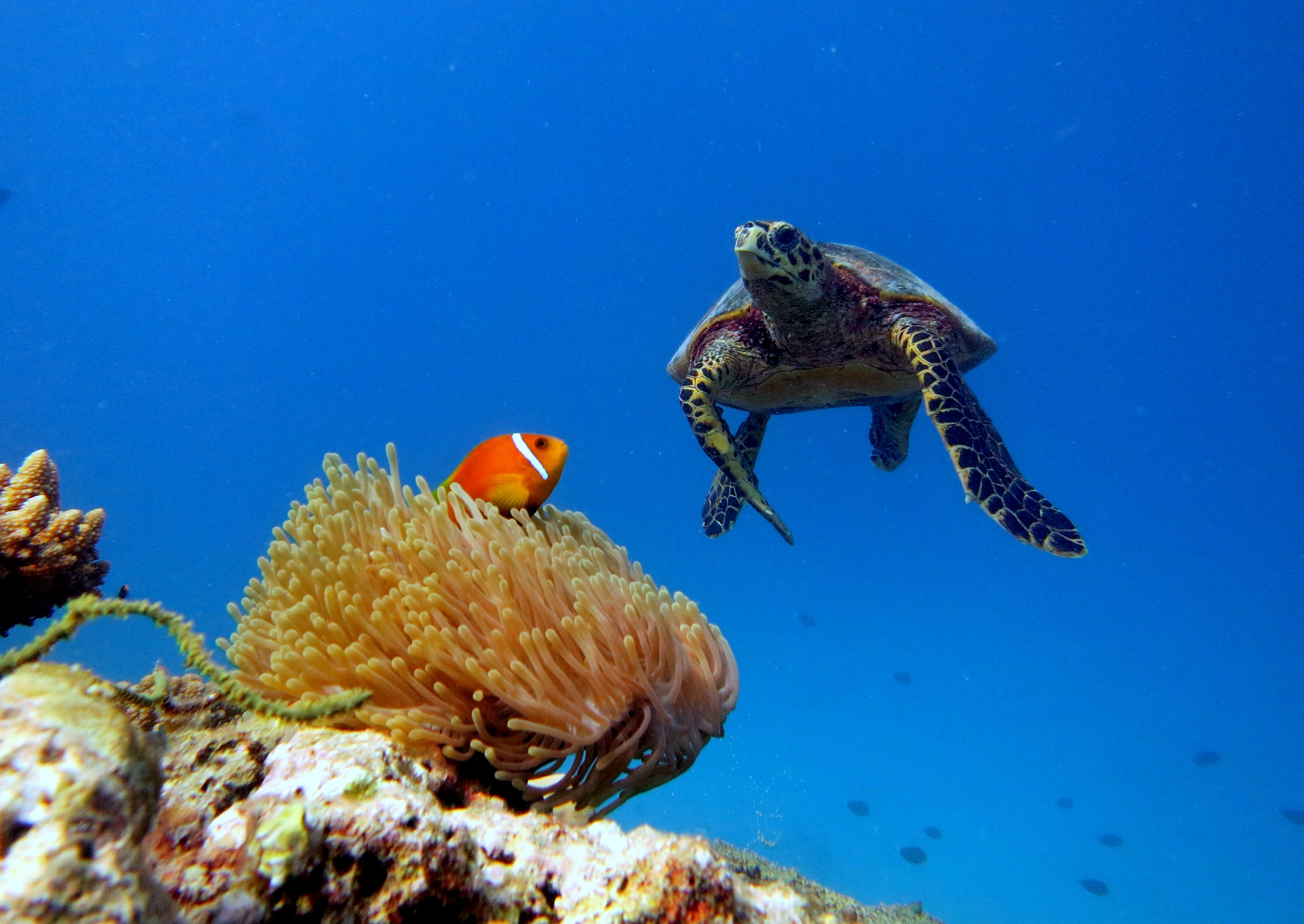
Un paysage sous-marin typique de l'atoll de Baa à proximité de Landaa Giraavaru, avec une tortue imbriquée et un poisson-clown des Maldives dans son anémone.

L'île se trouve au cœur de la « Réserve de biosphère de l'atoll de Baa » délimitée par l'UNESCO en 2011. Les eaux peu profondes et particulièrement riches en corail et en poissons de cet atoll en ont fait un lieu privilégié pour le tourisme balnéaire et subaquatique. L'écosystème y est caractérisé par un très fort taux de couverture corallienne, très diverse et dominée par plusieurs genres de coraux tabulaires, digités ou branchus du genre Acropora. 
La faune aquatique, plus abondante, est typique des atolls de l'océan Indien avec de très nombreux poissons, incluant des raies manta et quelques petits requins mais surtout des poissons inféodés aux récifs coralliens comme les poissons-chirurgiens, les poissons-perroquets, les balistes, les poissons-papillons, des poissons-anges, des poissons clowns, des labres, des napoléons, des murènes... Les mammifères marins sont notamment représentés par les dauphins, et les reptiles marins par plusieurs espèces de tortues marines. La faune sous-marine benthique est dominée par une grande diversité de coraux, entre lesquels évoluent de nombreux mollusques, crustacés, échinodermes, cnidaires et autres invertébrés.

### Conservation
L'hôtel dispose d'un Marine Discovery Centre accueillant plusieurs biologistes, plongeurs scientifiques et chercheurs, géré par l'association Seamarc/Marine savers'. Ceux-ci prennent notamment soin des animaux blessés (tortues, cétacés), effectuent un suivi de la macrofaune locale (tortues, raies, requins-baleine...) et ont mis en place un ambitieux programme de réimplantation de corail dans les zones dégradées, sponsorisé par les touristes. Le MDC dispense également divers cours et conférences de vulgarisation à destination des touristes, des populations locales ainsi que de futurs professionnels de la biologie marine.

## Histoire
Probablement découverte à la Préhistoire en même temps que les autres îles des Maldives, Landaa Giraavaru fut probablement habitée de manière discontinue du fait de la faible disponibilité en eau douce. Même si des traces d'occupation sédentaire ont été retrouvées au nord-est de l'île, cette population migra sans doute vers l'île proche de Kamadhoo au début du XXe siècle pour y installer le village encore présent aujourd'hui. Avant l'ouverture de l'hôtel, l'île n'était plus que ponctuellement habitée par un maldivien nommé Umarbe, qui y exploitait la noix de coco et certains produits de la mer grâce à un approvisionnement régulier en provenance de Kudarikilu ; il est décédé sur l'île en 2007.
En novembre 2006, l'île voit l'inauguration d'un hôtel de luxe membre du groupe Four Seasons, qui emploie environ 500 personnes et couvre les 178,062 m2 de l'île, même si un large partie demeure couverte par une dense végétation semi-sauvage. Le restaurant des employés a été nommé Café Umarbe en l'honneur de l'habitant historique de l'île, qui avait été recruté par l'hôtel sur la fin de sa vie.

## Tourisme

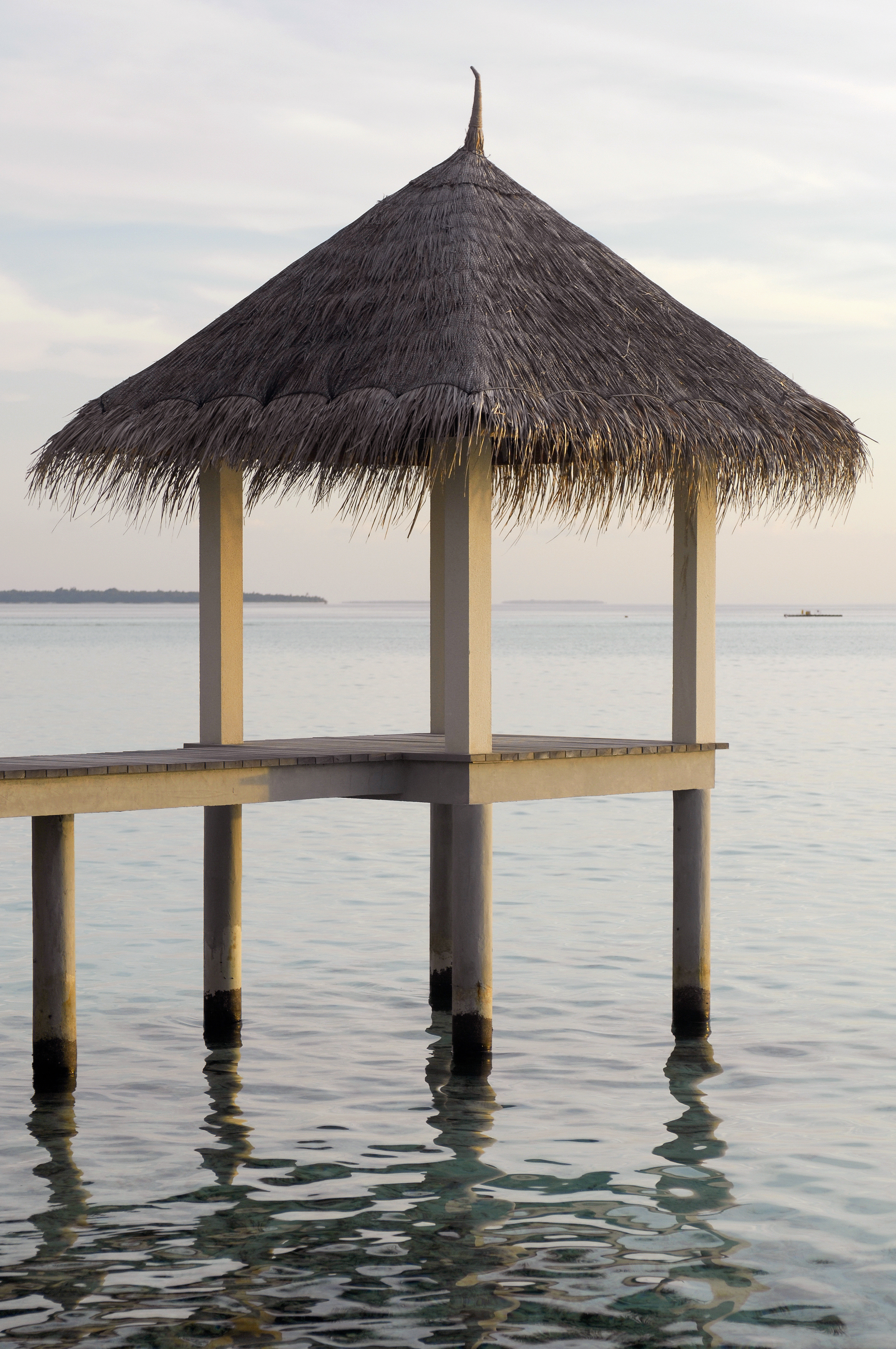
Aire de repos.

L'hôtel Four Seasons Landaa Giraavaru fait de ce site unes des nombreuses îles-hôtels des Maldives, et il est composé de 103 villas de bord de plage ou sur pilotis, de 6 restaurants, d'un spa et de nombreux équipements de loisirs, ainsi que d'une flotte de bateaux de tourisme. 
L'accès à l'île depuis Malé et son aéroport international distant d'environ 130 kilomètres se fait par un vol de 35 minutes par un hydravion de la compagnie Trans Maldivian Airways. Après amerrissage non loin de l'île, le transfert se fait ensuite par un bateau qui accoste sur la jetée principale de l'île.

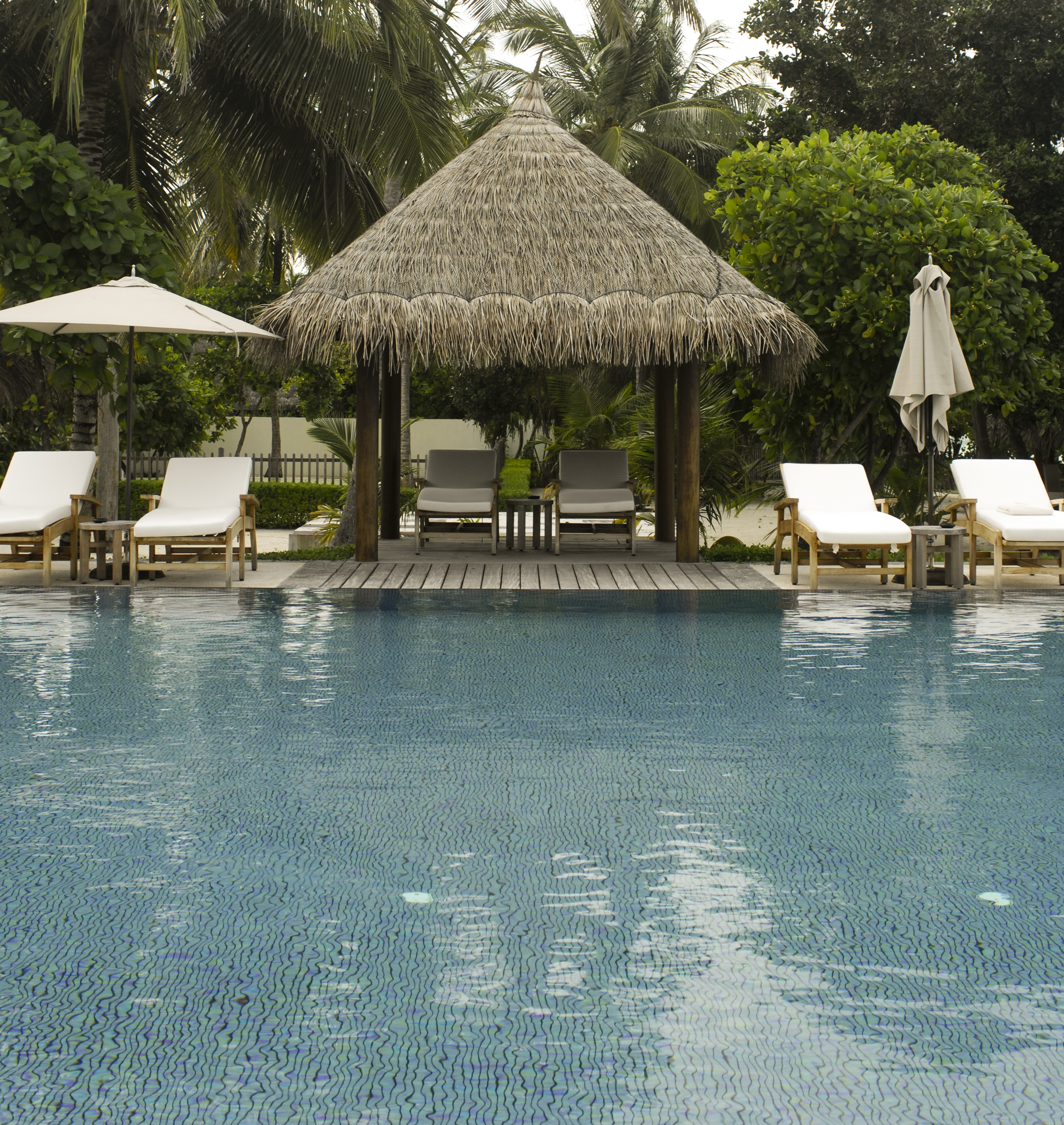
Une des piscines de l'hôtel
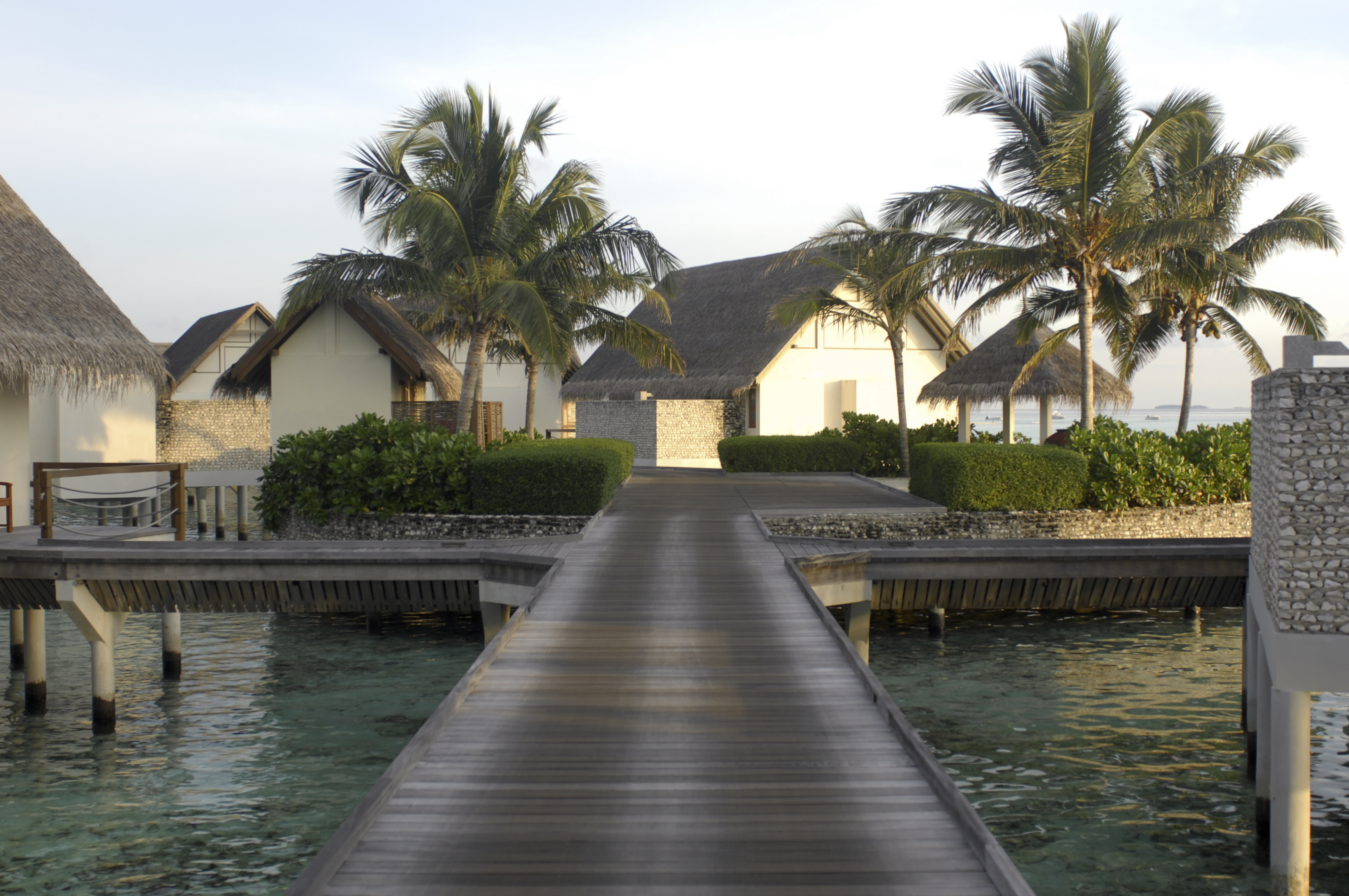
Allée des villas sur pilotis
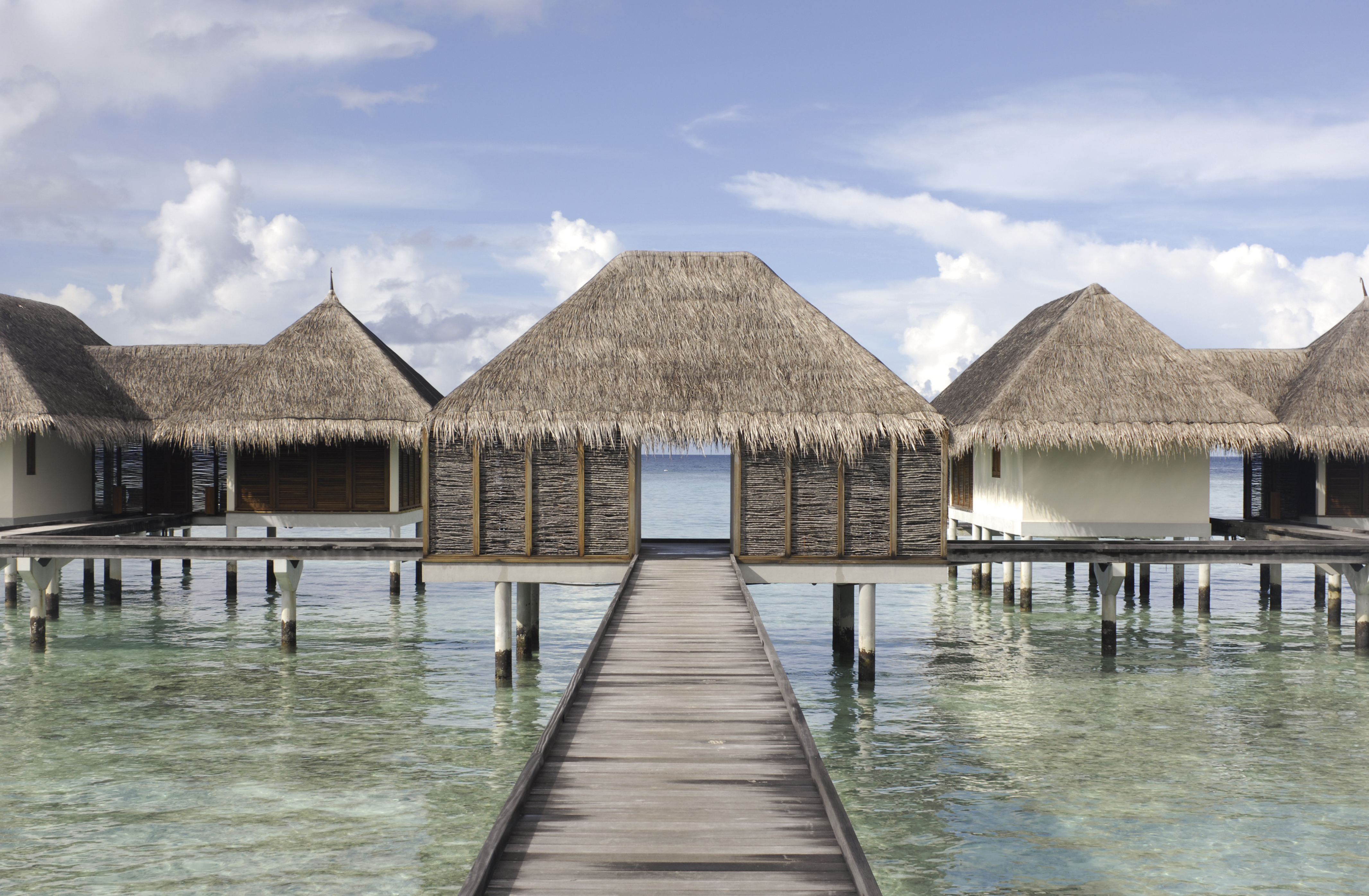
Les bâtiments sur pilotis du spa